# 992
992(구백구십이)는 991보다 크고 993보다 작은 자연수다.

## 수학
- 합성수로, 그 약수는 총 12개다. (1, 2, 4, 8, 16, 31, 32, 62, 124, 248, 496, 992)
  - 992의 진약수의 합은 1024이므로, 992는 과잉수다.
- {\displaystyle 992=31\times 32}
  - 연속하는 두 자연수의 곱으로 나타낼 수 있으며, 이 성질을 지닌 앞의 수는 930, 다음 수는 1056이다.
- {\displaystyle 992=2^{10}-2^{5}}
- {\displaystyle 63^{2}-1}은 992로 나누어떨어진다.

## 과학
- NGC 992(영어판): 양자리 방향에 있는 나선은하.

## 교통
- 992번 홋카이도도(일본어판)

## 군사
- U-992(영어판, 독일어판): 제2차 세계 대전에 사용된 나치 독일의 군용 잠수함.

## 문화유산
- 대한민국의 보물 제992호: 대구 파계사 건칠관음보살좌상 및 복장유물

## 방송
- B tv의 SBS 라이프 채널 번호.
- LG헬로비전의 더라이프2 채널 번호.
- KT HCN의 홈초이스 채널 번호.

## 기타
- 연도: 992년, 기원전 992년